# Веслування на байдарках і каное на літніх Олімпійських іграх 2024 — байдарки-одиночки, 1000 метрів (чоловіки)
Змагання з веслування на байдарках-одиночках на дистанції 1000 м серед чоловіків на літніх Олімпійських іграх 2024 відбудуться 7 і 10 серпня на Національному олімпійському морському стадіоні Іль-де-Франс у Вер-сюр-Марні.

## Розклад
Вказано центральноєвропейський літній час (UTC+2)
Змагання відбуваються в два дні, по два раунди щодня.
| Дата           | Час         | Раунд                          |
| -------------- | ----------- | ------------------------------ |
| 7 серпня 2024  | 10:40 14:10 | Попередні запливи Чвертьфінали |
| 10 серпня 2024 | 11:10 13:10 | Півфінали Фінали               |

## Результати
Система виходу далі: 1-2-ге місця до півфіналів, решта — до чвертьфіналів..
| Місце | Доріжка | Байдарочник       | Країна                                | Час     | Нотатки |
| ----- | ------- | ----------------- | ------------------------------------- | ------- | ------- |
| 1     | 5       | Фернандо Пімента  | Португалія (POR)                      | 3:29.76 | ПФ      |
| 2     | 2       | Владислав Кравець | Індивідуальні нейтральні атлети (AIN) | 3:32.07 | ПФ      |
| 3     | 4       | Йонас Екер        | США (USA)                             | 3:37.21 | ЧФ      |
| 4     | 3       | Саїд Фазлула      | Збірна біженців (EOR)                 | 3:42.80 | ЧФ      |
| 5     | 6       | Ашраф ель-Айді    | Марокко (MAR)                         | 3:50.36 | ЧФ      |
| 6     | 7       | Тува'а Кліфтон    | Самоа (SAM)                           | 3:54.49 | ЧФ      |

| Місце | Доріжка | Байдарочник       | Країна          | Час     | Нотатки |
| ----- | ------- | ----------------- | --------------- | ------- | ------- |
| 1     | 2       | Антон Вінкельманн | Німеччина (GER) | 3:27.80 | ПФ      |
| 2     | 5       | Мартін Мателль    | Швеція (SWE)    | 3:28.36 | ПФ      |
| 3     | 6       | Франсіско Кубелос | Іспанія (ESP)   | 3:28.40 | ЧФ      |
| 4     | 4       | Чжан Дун          | Китай (CHN)     | 3:35.83 | ЧФ      |
| 5     | 3       | Рене Поульсен     | Данія (DEN)     | 3:40.14 | ЧФ      |
| 6     | 7       | Аарон Смолл       | США (USA)       | 3:40.87 | ЧФ      |

| Місце | Доріжка | Байдарочник      | Країна          | Час     | Нотатки |
| ----- | ------- | ---------------- | --------------- | ------- | ------- |
| 1     | 5       | Балінт Копас     | Угорщина (HUN)  | 3:26.44 | ПФ      |
| 2     | 4       | Агустін Верніс   | Аргентина (ARG) | 3:27.18 | ПФ      |
| 3     | 7       | Гаміш Лавмор     | ПАР (RSA)       | 3:28.19 | ЧФ      |
| 4     | 3       | Андрій Олійник   | Литва (LTU)     | 3:38.02 | ЧФ      |
| 5     | 6       | Матіас Отеро     | Уругвай (URU)   | 3:43.65 | ЧФ      |
| 6     | 2       | Бекарис Раматулл | Казахстан (KAZ) | 3:44.47 | ЧФ      |

| Місце | Доріжка | Байдарочник     | Країна          | Час     | Нотатки |
| ----- | ------- | --------------- | --------------- | ------- | ------- |
| 1     | 7       | Адам Варга      | Угорщина (HUN)  | 3:28.56 | ПФ      |
| 2     | 5       | Яеоб Тордсен    | Німеччина (GER) | 3:29.88 | ПФ      |
| 3     | 6       | Максим Бомон    | Франція (FRA)   | 3:30.64 | ЧФ      |
| 4     | 4       | Артур Петерс    | Бельгія (BEL)   | 3:31.55 | ЧФ      |
| 5     | 2       | Адріан дель Ріо | Іспанія (ESP)   | 3:33.81 | ЧФ      |
| 6     | 3       | Алі Агамірзаї   | Іран (IRI)      | 3:36.58 | ЧФ      |

| Місце | Доріжка | Байдарочник       | Країна           | Час     | Нотатки |
| ----- | ------- | ----------------- | ---------------- | ------- | ------- |
| 1     | 4       | Томас Ґрін        | Австралія (AUS)  | 3:35.99 | ПФ      |
| 2     | 5       | Йозеф Достал      | Чехія (CZE)      | 3:37.83 | ПФ      |
| 3     | 6       | Шахрійор Махкамов | Узбекистан (UZB) | 3:40.25 | ЧФ      |
| 4     | 3       | Вагнер Соута      | Бразилія (BRA)   | 3:46.17 | ЧФ      |
| 5     | 7       | Ендрю Біркетт     | ПАР (RSA)        | 3:53.31 | ЧФ      |

### Чвертьфінали
Система виходу далі: 1-2-ге місця до півфіналів, решта вибувають.
| Місце | Доріжка | Байдарочник    | Країна         | Час     | Нотатки |
| ----- | ------- | -------------- | -------------- | ------- | ------- |
| 1     | 4       | Максим Бомон   | Франція (FRA)  | 3:29.66 | ПФ      |
| 2     | 7       | Матіас Отеро   | Уругвай (URU)  | 3:30.81 | ПФ      |
| 3     | 8       | Алі Агамірзаї  | Іран (IRI)     | 3:33.78 |         |
| 4     | 6       | Чжан Дун       | Китай (CHN)    | 3:37.75 |         |
| 5     | 5       | Йонас Екер     | США (USA)      | 3:41.77 |         |
| 6     | 3       | Вагнер Соута   | Бразилія (BRA) | 3:50.72 |         |
| 7     | 2       | Тува'а Кліфтон | Самоа (SAM)    | 3:55.20 |         |

| Місце | Доріжка | Байдарочник      | Країна                | Час     | Нотатки |
| ----- | ------- | ---------------- | --------------------- | ------- | ------- |
| 1     | 3       | Рене Поульсен    | Данія (DEN)           | 3:35.48 | ПФ      |
| 2     | 5       | Гаміш Лавмор     | ПАР (RSA)             | 3:36.64 | ПФ      |
| 3     | 7       | Ендрю Біркетт    | ПАР (RSA)             | 3:38.11 |         |
| 4     | 4       | Саїд Фазлула     | Збірна біженців (EOR) | 3:40.94 |         |
| 5     | 2       | Бекарис Раматулл | Казахстан (KAZ)       | 3:45.77 |         |
| 6     | 6       | Артур Петерс     | Бельгія (BEL)         | 3:51.20 | ПФ      |

| Місце | Доріжка | Байдарочник       | Країна           | Час     | Нотатки |
| ----- | ------- | ----------------- | ---------------- | ------- | ------- |
| 1     | 7       | Адріан дель Ріо   | Іспанія (ESP)    | 3:30.39 | ПФ      |
| 2     | 4       | Франсіско Кубелос | Іспанія (ESP)    | 3:33.74 | ПФ      |
| 3     | 5       | Шахрійор Махкамов | Узбекистан (UZB) | 3:35.43 |         |
| 4     | 6       | Андрій Олійник    | Литва (LTU)      | 3:36.72 |         |
| 5     | 2       | Аарон Смолл       | США (USA)        | 3:42.05 |         |
| 6     | 3       | Ашраф ель-Айді    | Марокко (MAR)    | 4:02.27 |         |

### Півфінали
Вихід далі: 1-4-те місця до фіналу A, решта — до фіналу B.
| Місце | Доріжка | Байдарочник       | Країна           | Час     | Нотатки |
| ----- | ------- | ----------------- | ---------------- | ------- | ------- |
| 1     | 4       | Балінт Копас      | Угорщина (HUN)   | 3:28.76 | FA      |
| 2     | 5       | Фернандо Пімента  | Португалія (POR) | 3:29.14 | FA      |
| 3     | 2       | Яеоб Тордсен      | Німеччина (GER)  | 3:29.34 | FA      |
| 4     | 6       | Мартін Мателль    | Швеція (SWE)     | 3:30.14 | FA      |
| 5     | 8       | Франсіско Кубелос | Іспанія (ESP)    | 3:30.52 | FB      |
| 6     | 0       | Артур Петерс      | Бельгія (BEL)    | 3:32.81 | FB      |
| 7     | 3       | Томас Ґрін        | Австралія (AUS)  | 3:33.52 | FB      |
| 8     | 7       | Рене Поульсен     | Данія (DEN)      | 3:35.50 | FB      |
| 9     | 1       | Матіас Отеро      | Уругвай (URU)    | 3:48.91 | FB      |

| Місце | Доріжка | Байдарочник       | Країна                                | Час     | Нотатки |
| ----- | ------- | ----------------- | ------------------------------------- | ------- | ------- |
| 1     | 5       | Адам Варга        | Угорщина (HUN)                        | 3:27.92 | FA      |
| 2     | 6       | Агустін Верніс    | Аргентина (ARG)                       | 3:28.18 | FA      |
| 3     | 2       | Йозеф Достал      | Чехія (CZE)                           | 3:29.05 | FA      |
| 4     | 3       | Владислав Кравець | Індивідуальні нейтральні атлети (AIN) | 3:29.64 | FA      |
| 5     | 7       | Максим Бомон      | Франція (FRA)                         | 3:30.99 | FB      |
| 6     | 8       | Адріан дель Ріо   | Іспанія (ESP)                         | 3:31.07 | FB      |
| 7     | 4       | Антон Вінкельманн | Німеччина (GER)                       | 3:31.51 | FB      |
| 8     | 1       | Гаміш Лавмор      | ПАР (RSA)                             | 3:33.89 | FB      |

### Фінальна частина
| Місце | Доріжка | Байдарочник       | Країна                                | Час     | Нотатки |
| ----- | ------- | ----------------- | ------------------------------------- | ------- | ------- |
| 1     | 1       | Йозеф Достал      | Чехія (CZE)                           | 3:24.07 |         |
| 2     | 2       | Адам Варга        | Угорщина (HUN)                        | 3:24.76 |         |
| 3     | 3       | Балінт Копас      | Угорщина (HUN)                        | 3:25.68 |         |
| 4     | 4       | Владислав Кравець | Індивідуальні нейтральні атлети (AIN) | 3:28.10 |         |
| 4     | 5       | Агустін Верніс    | Аргентина (ARG)                       | 3:28.10 |         |
| 6     | 6       | Фернандо Пімента  | Португалія (POR)                      | 3:29.59 |         |
| 7     | 7       | Мартін Мателль    | Швеція (SWE)                          | 3:31.06 |         |
| 8     | 8       | Яеоб Тордсен      | Німеччина (GER)                       | 3:36.82 |         |

| Місце | Доріжка | Байдарочник       | Країна          | Час     | Нотатки |
| ----- | ------- | ----------------- | --------------- | ------- | ------- |
| 9     | 1       | Гаміш Лавмор      | ПАР (RSA)       | 3:27.94 |         |
| 10    | 2       | Антон Вінкельманн | Німеччина (GER) | 3:28.04 |         |
| 11    | 3       | Франсіско Кубелос | Іспанія (ESP)   | 3:28.10 |         |
| 12    | 4       | Адріан дель Ріо   | Іспанія (ESP)   | 3:29.42 |         |
| 13    | 5       | Артур Петерс      | Бельгія (BEL)   | 3:30.29 |         |
| 14    | 6       | Матіас Отеро      | Уругвай (URU)   | 3:30.48 |         |
| 15    | 7       | Максим Бомон      | Франція (FRA)   | 3:31.42 |         |
| 16    | 8       | Рене Поульсен     | Данія (DEN)     | 3:31.62 |         |
| 17    | 8       | Томас Ґрін        | Австралія (AUS) | 3:32.72 |         |